# Mercado Central de Castellón
El Mercado Central de Castellón es un edificio inaugurado el 21 de diciembre de 1949 que alberga más de 60 puestos de alimentación (verduras, carnes, pescados, etc.). Está situado en la Plaza Mayor de Castellón y forma parte del conjunto histórico de la ciudad junto con el Ayuntamiento, la Concatedral de Santa María y el Fadrí.

## Historia
Desde la fundación de la población de Castellón, los mercados temporales de diversos productos se han situado en los alrededores de la actual Plaza Mayor. En época medieval se situaban en la Plaza de la Hierba, en el lado norte de la actual Concatedral de Castellón. A partir de 1600 el mercado se celebraba en la Plaza Vieja (Plaça Vella en valenciano) actual Plaza Mayor, mientras que los puestos de pescado se situaban en la actual Plaza de la Pescadería, en el lado sur del actual Ayuntamiento.
En 1925 se lleva a cabo un plan de ordenación y urbanización dirigido por el arquitecto Vicente Traver, en el cual se plantea la remodelación de la Plaza Vieja incluyendo la construcción de un edificio permanente para el Mercado Central. Las obras no se pudieron llevar a cabo hasta después de la guerra civil, siendo alcalde el mismo Vicente Traver. El edificio es obra del arquitecto Francisco Maristany que realizó un diseño integrado estilísticamente con el ayuntamiento. El proyecto costó 1.600.000 pesetas, incluyendo la expropiación las casas en las que se ubicó el edificio. Las obras empezaron en abril de 1949 y fue inaugurado oficialmente el 21 de diciembre de 1949.
En 1985 sufrió una reforma para integrarlo con la pescadería que se encontraba en la actual Plaza Santa Clara.

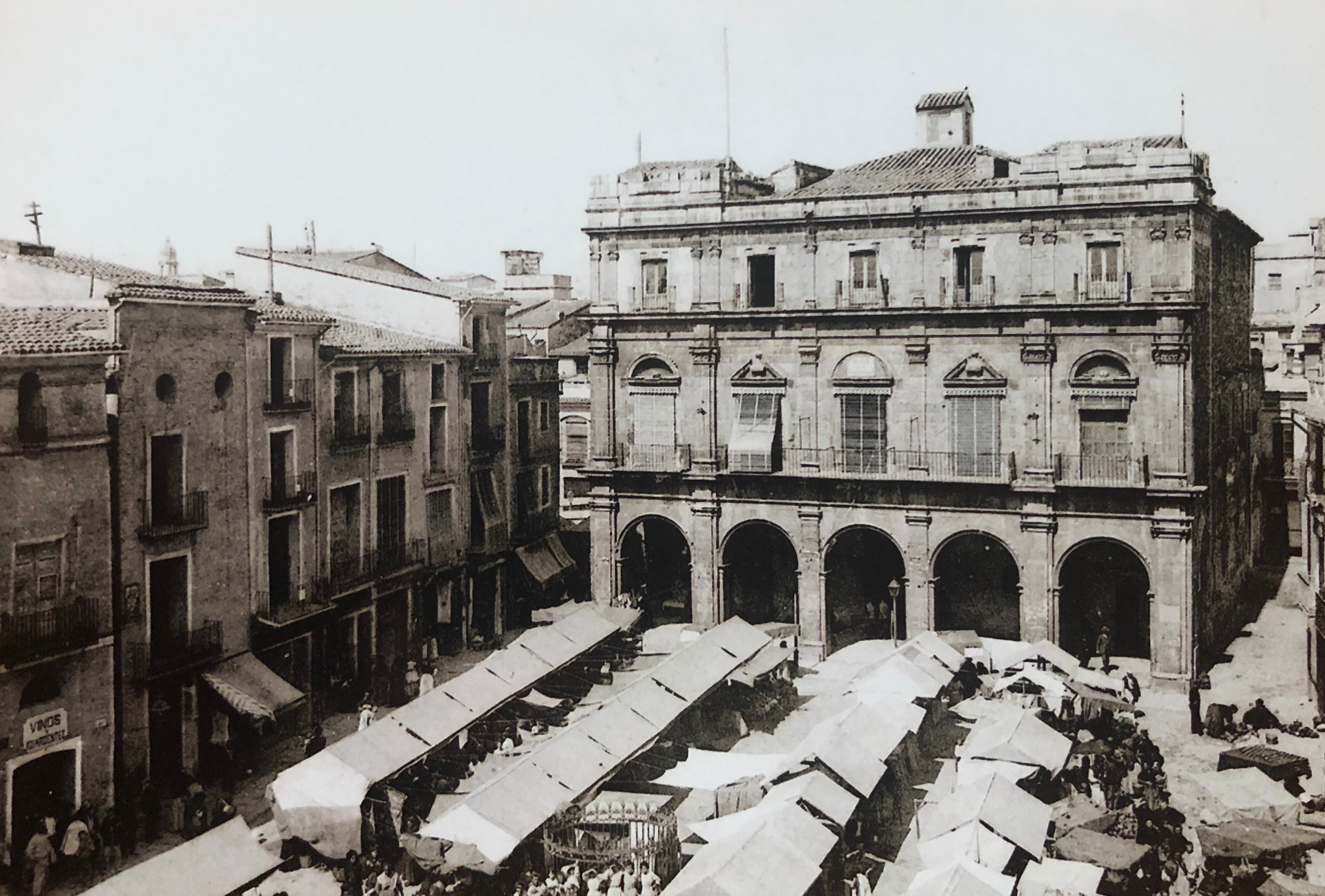
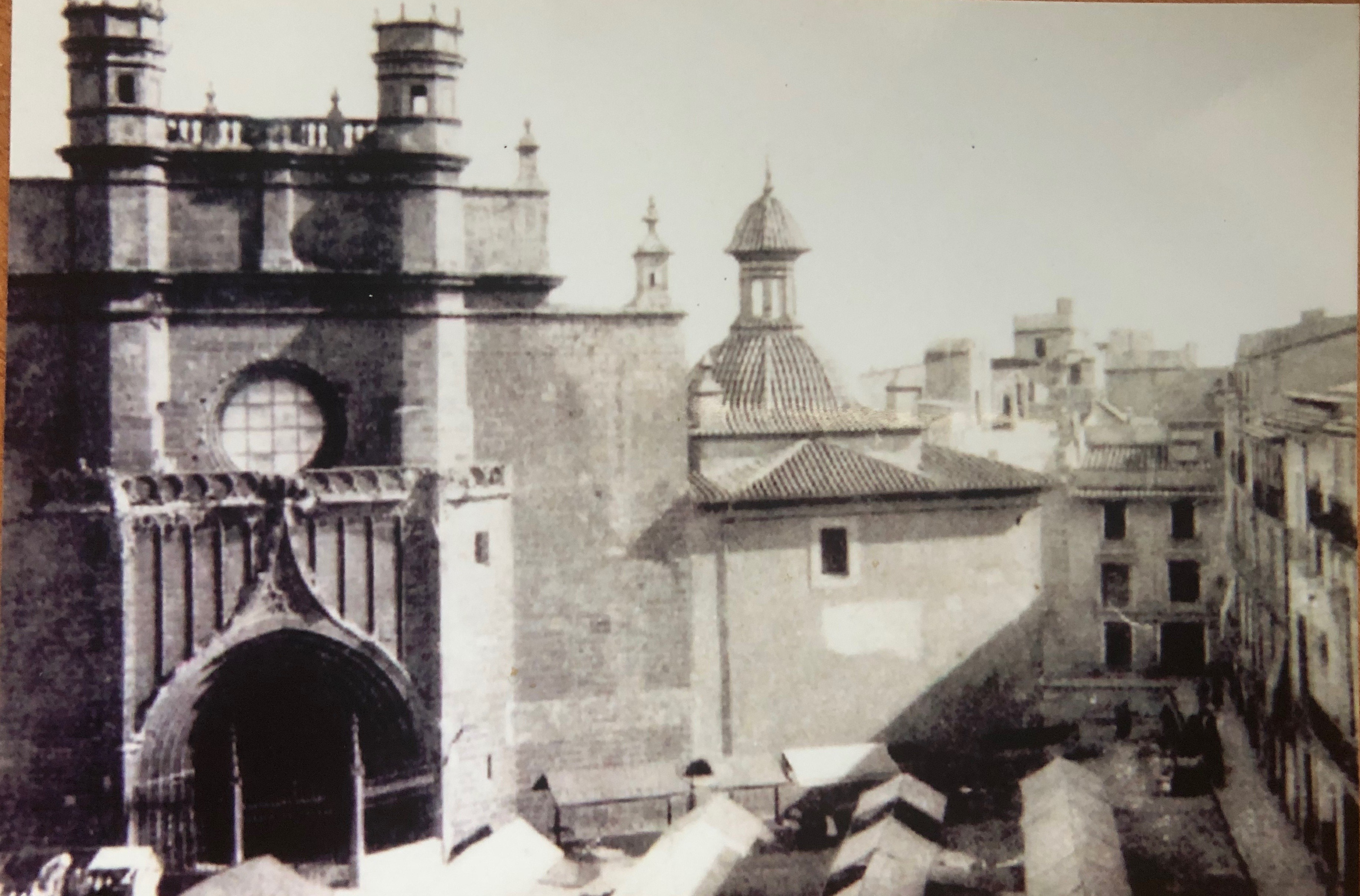
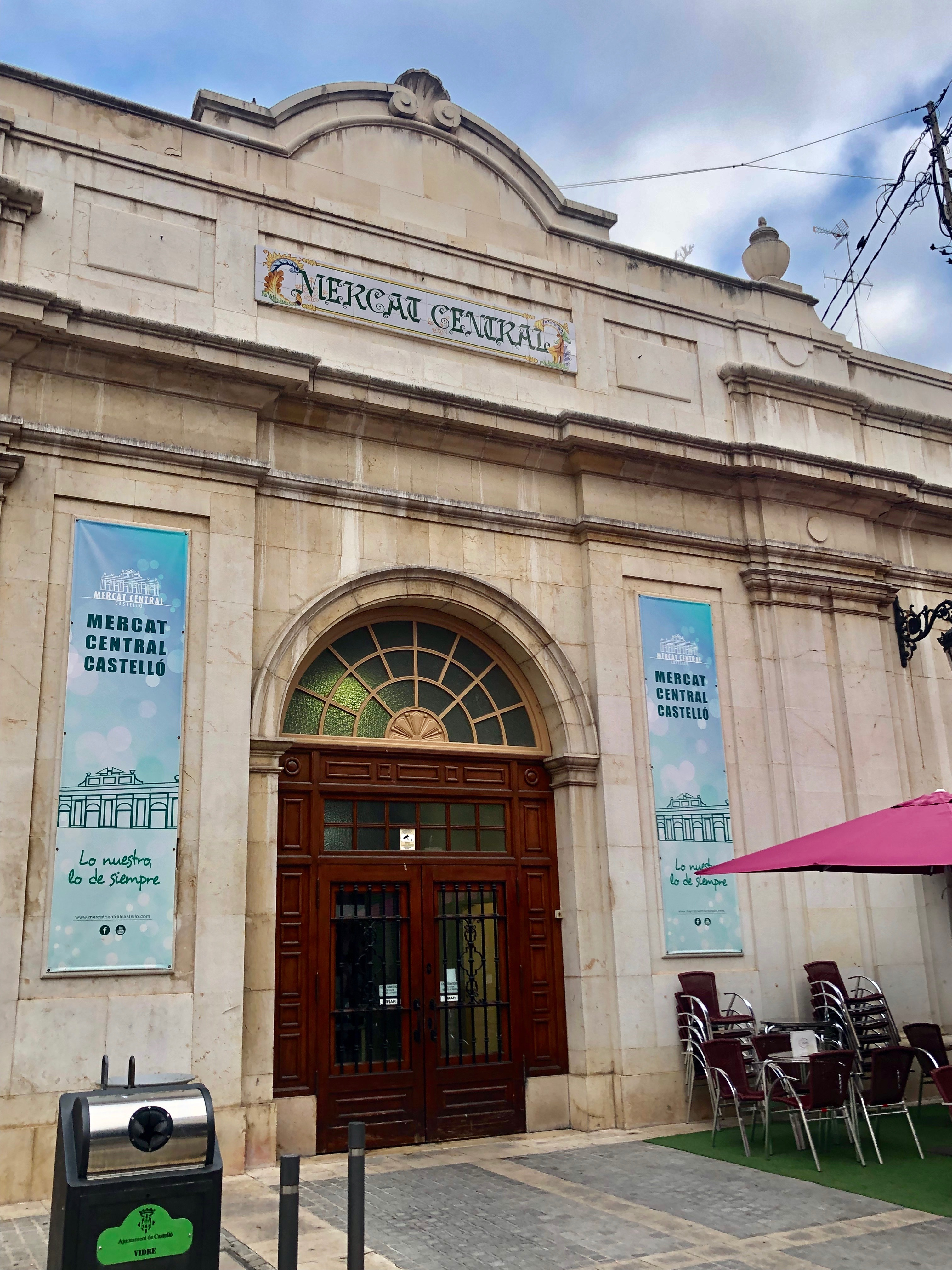
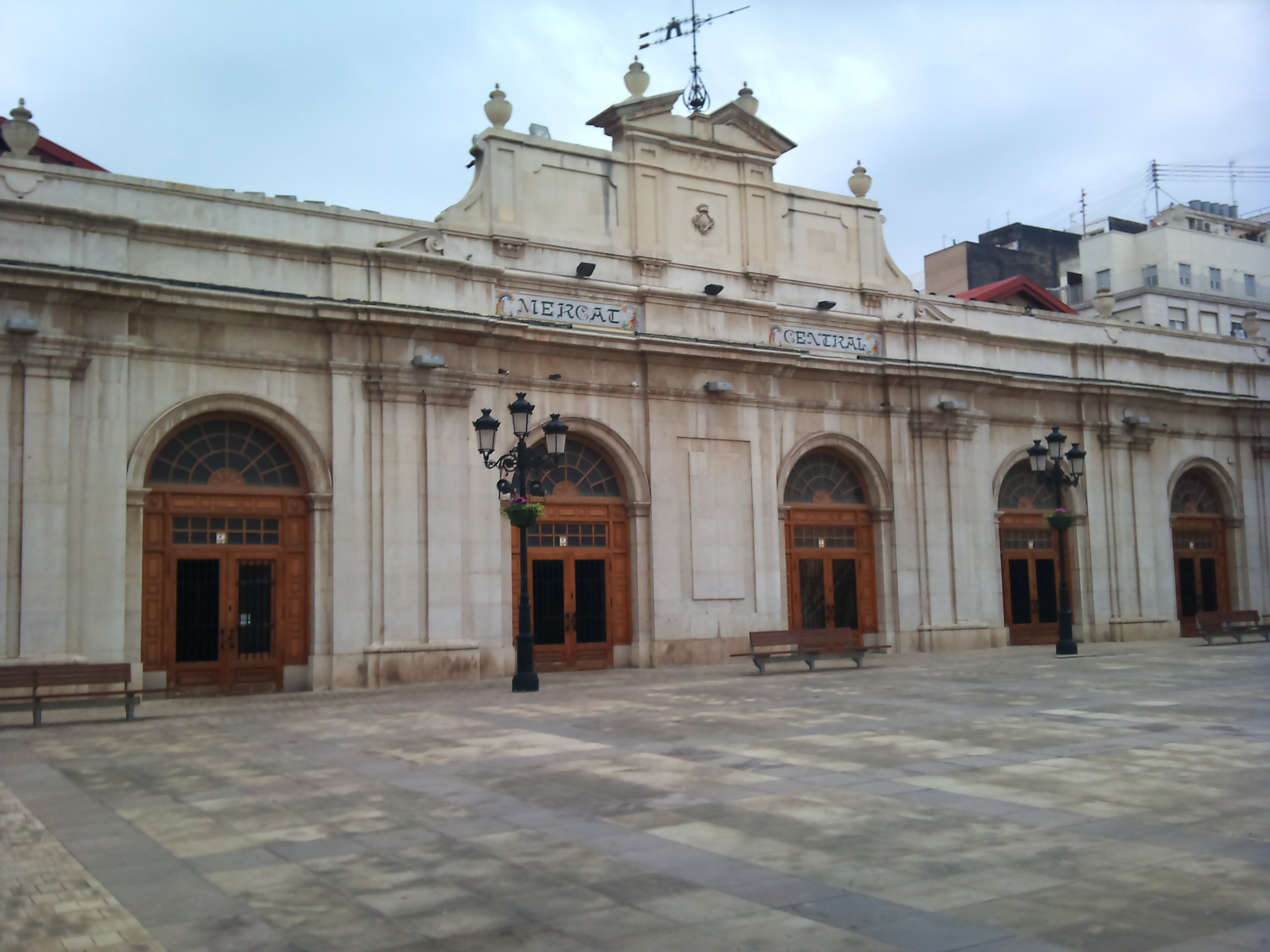